# Deportivo Árabe Unido
Le Deportivo Árabe Unido est un club panaméen de football basé à Colón.

## Historique
- 1990 : fondation du club sous le nom de Club Atlético Argentina
- 1994 : le club est renommé Deportivo Árabe Unido

## Palmarès
- Championnat du Panama de football : (15)
  - Champion :1994 (L), 1995 (L), 1999, 2001 (A), 2001 (C), 2002 (A), 2004 (A), 2004 (C), 2008 (C), 2009 (A II), 2010 (C), 2012 (A), 2015 (C), 2015 (A), 2016 (A).
  - Vice-Champion : 1998, 2003 (A), 2005 (A), 2006 (C), 2007 (C), 2017 (C), 2017 (A).

- Copa Interclubes UNCAF (0)
  - Finaliste : 2002